# Meloxicam
Meloxicam é um anti-inflamatório da família dos não-esteróides (AINEs), utilizado para aliviar a inflamação e a dor.

## Indicações
O meloxicam encontra-se indicado no alívio sintomático da inflamação e dor de intensidade ligeira a moderada, em doenças reumáticas e outras afecções musculoesqueléticas.

## Reações adversas
Relataram-se os seguintes eventos adversos possivelmente relacionados com a administração de Meloxicam, durante períodos de até 18 meses (em média, 127 dias) e 254 pacientes tratados com administrações intramusculares de Meloxicam por períodos de até 7 dias.
As freqüências indicadas abaixo são baseadas nas ocorrências registradas em estudos clínicos, independentemente de uma relação causal, envolvendo um total de 3.750 pacientes tratados com doses diárias orais de 7,5 mg ou 15 mg de Meloxicam.
Freqüência acima de 1%
Trato gastrintestinal: dispepsia, náusea, vômito, dor abdominal, constipação, flatulência, diarreia.
Sistema hematológico: anemia.
Reações dermatológicas: prurido, erupção cutânea.
Sistema nervoso central: escotomas, cefaleia.
Sistema cardiovascular: edema.
Transtornos no local da aplicação: rigidez do local da injeção.
Entre 0,1% e 1%
Trato gastrintestinal: alterações transitórias dos parâmetros da função hepática (p. ex. transaminases ou bilirrubina elevadas), eructação, esofagite, úlcera gastroduodenal, hemorragia gastrintestinal oculta ou macroscópica.
Sistema hematológico: alterações no hemograma, incluindo contagem diferencial de leucócitos, leucopenia e trombocitopenia. A administração concomitante de drogas potencialmente mielotóxicas, em particular metotrexato, parece ser um fator predisponente para o aparecimento de citopenia.
Reações dermatológicas: estomatite, urticária.
Sistema nervoso central: vertigem, zumbido, sonolência.
Sistema cardiovascular: elevação da pressão arterial, palpitações, rubor facial.
Trato geniturinário: alterações dos parâmetros da função renal (elevações das taxas sanguíneas de creatinina e/ou de ureia).
Transtornos no local da aplicação: dor no local da injeção.
Freqüência abaixo de 0,1%
Trato gastrintestinal: perfuração gastrintestinal, colite, hepatite, gastrite. Reações dermatológicas: fotossensibilidade. Ainda que raramente, podem ocorrer reações bolhosas, eritema multiforme, síndrome de Stevens-Johnson e necrose epidérmica tóxica.
Trato respiratório: Em determinadas pessoas relatou-se o aparecimento de asma aguda após administração de ácido acetilsalicílico ou de outros anti-inflamatórios não-esteróides, inclusive MOVATEC.
Sistema nervoso central: confusão, desorientação e alteração do humor.
Trato geniturinário: falência renal aguda.
Distúrbios visuais: conjuntivite e distúrbios visuais, incluindo visão embaçada.
Reações de hipersensibilidade: angioedema e reações de hipersensibilidade imediata, incluindo reações anafilactóides e anafiláticas.
FONTE: Bulário Eletrônico da ANVISA (http://bulario.bvs.br/index.php?action=search.2004022709185460831658002110&search=piroxicam)[ligação inativa]

## Interacções
Muitas das interacções do meloxicam são também partilhadas pelos outros AINEs, e incluem :
- Inibidores da enzima de conversão da angiotensina - têm o seu efeito diminuído pelo meloxicam
- Aspirina - A associação pode agravar a incidência de efeitos laterais
- Colestiramina - Aumenta a tolerância ao meloxicam
- Furosemida - O seu efeito é reduzido pelo meloxicam
- Lítio - Verificou-se diminuição da excreção de lítio em pacientes medicados com meloxicam
- Varfarina - A associação pode condicionar um aumento do INR

## Contraindicações
- Alergia ao medicamento ou à Aspirina
- Asma sensível à aspirina
- Insuficiência renal avançada
- Gravidez

## Intoxicação
Sobredosagem com meloxicam pode manifestar-se através de letargia, confusão mental e dor epigástrica, em geral reversíveis com tratamento sintomático. Pode ocorrer hemorragia gastro-intestinal.
Intoxicações graves podem causar hipertensão, insuficiência renal aguda, disfunção hepática, depressão respiratória, coma, convulsões, colapso cardiovascular e parada cardíaca.
No tratamento de overdoses agudas, está recomendada a lavagem gástrica e administração de carvão ativado. A administração de colestiramina pode ser considerada, por causar um aumento do clearance do meloxicam.

## Farmacocinética
O meloxicam é muito bem absorvido por via oral (cerca de 90%), e possui uma importante ligação às proteínas plasmáticas. A sua semi-vida é bastante longa quando comparada com outros AINEs, o que permite a sua utilização em toma diária única. Um pico na concentração plasmática, registado às 12-14 horas após a toma, evidencia recirculação entero-hepática. Verificou-se que em múltiplas tomas, a concentração atinge um equilíbrio (steady-state) ao quinto dia.

## Farmacodinâmica
O meloxicam actua da mesma forma que os outros AINEs propriamente ditos (exceptua-se assim o paracetamol), ou seja, inibindo a ciclooxigenase.
O meloxicam possui, em doses baixas, uma afinidade preferencial (cerca de 10 vezes superior) para a COX-2, uma característica em regra associada com uma menor incidência de efeitos laterais gastro-intestinais (ver ciclooxigenases). Doses maiores, contudo, não evidenciam a mesma selectividade.